# Clemente Russo
Clemente Russo (født 27. juli 1982 i Caserta) er en italiensk tidligere amatørbokser, der er dobbelt verdensmester og har deltaget i fire olympiske lege i de første årtier af 2000'erne. 
Russos første OL var OL 2004 i Athen, hvor han stillede op i letsværvægt og endte på en delt niendeplads.
Han blev verdensmester i sværvægt i 2007 ved at besejre russeren Rakhim Tjakhkiev, og han stillede op i samme vægtklasse ved OL 2008 i Beijing. Her vandt han over en hviderussisk og en ukrainsk bokser, inden en sejr over amerikaneren Deontay Wilder i semifinalen sikrede ham finaledeltagelse. Her mødte han igen Tjakhkiev, der fik revanche med sejr på point, og Russo kunne hermed rejse hjem med sølvmedaljen.
Ved legene fire år senere i London stillede han igen op i sværvægt, og via sejr uden kamp og sejr over en cubaner nåede han igen semifinalen. Her besejrede han aserbajdsjaneren Teymur Məmmədov, hvorpå han i finalen kom op mod ukraineren Oleksandr Usyk, der vandt med dommerstemmerne 14-11. Russo fik dermed sin anden olympiske sølvmedalje.
I 2013 vandt han igen VM-guld i sværvægt, denne gang efter finalesejr over russeren Evgenij Tisjtjenko.
OL 2016 blev hans sidste OL, og her vandt han først over en tuneser, hvorpå han i kvartfinalen tabte til Tisjtjenko.
Han indstillede sin karriere i juli 2021, lige inden det udsatte OL 2020 gik i gang.